# 3724 Annenskij
3724 Annenskij (1979 YN8) là một tiểu hành tinh vành đai chính được phát hiện ngày 23 tháng 12 năm 1979 bởi Zhuravleva, L. ở Nauchnyj.